# Тири
Тјури (ест. Türi) је град у округу Јарва, у средишњој Естонији.
Тјури броји 6.174 становника и заузима површину од 9,79 km² са висином од 62 м надморске висине.
Тјури се 1347. године први пут спомиње у историјским записима под именом „Тургел“. Године 1900. започео је железнички промет Виљанди - Талин, Тјури - Паиде. Тјури је градска права добио 1926. године.

## Градови пријатељи
Тјури је члан групе „Douzelage“ коју чине 23 града-пријатеља широм Европске уније. 
Осим тих градова Тјури је побратимљен или има неки вид сарадње са:
- Каркила, Финска
- Фрогн, Норвешка
- Омол, Шведска
- Лоима, Финска
- Пренаи, Летонија
- Грена, Данска